# Damalasaurus
Damalasaurus ("ještěr z Damala") je neformálním rodovým názvem pro sauropodního dinosaura (možná brachiosaurida), žijícího v období střední jury (stupeň bajok, asi před 160 až 175 miliony let) na území dnešní Číny. Přesná klasifikace tohoto dinosaura však dosud není možná.
Typovým druhem je D. laticostalis, jehož fosílie pocházejí z Tibetu. Jde o nomen nudum. Dalším druhem je pak D. magnus. Žádný z těchto dvou druhů nebyl řádně popsán a prozkoumán, přestože již v roce 1985 publikoval obě jména paleontolog Zhao.